# پلیموث اکلیم

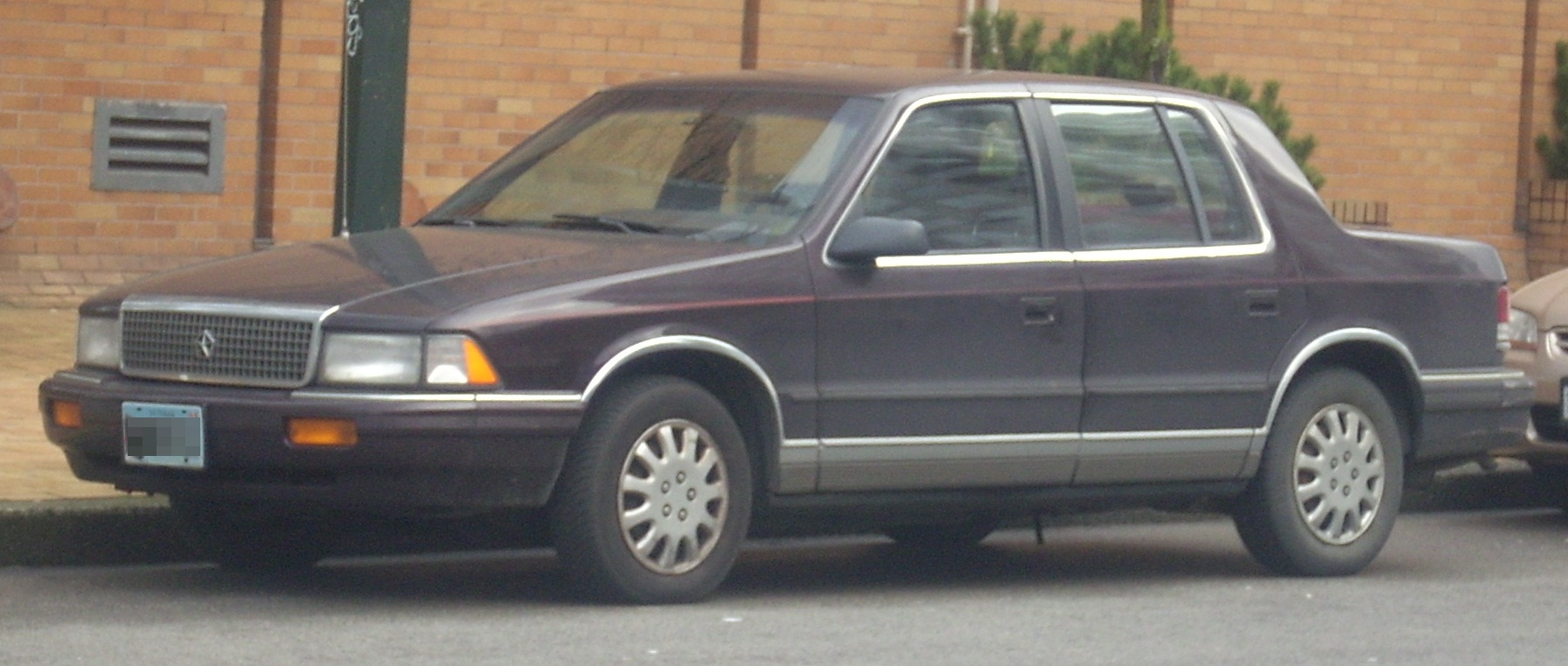

پلیموث اکلیم (Plymouth Acclaim) خودرویی است که در سال‌های ۱۹۸۹ تا ۱۹۹۵در ایالات متحده آمریکا و مکزیک تولید شده‌است.
این خودرو در کلاس خودرو سایز متوسط قرار گرفته، طراحی آن خودروهای موتور جلو-محور جلو بوده طول آن در حالت طبیعی ۱۸۱٫۲ اینچ (۴٬۶۰۲ میلیمتر) و عرض آن در حالت طبیعی ۶۸٫۱ اینچ (۱٬۷۳۰ میلیمتر) و ارتفاع آن در حالت طبیعی ۵۵٫۵ اینچ (۱٬۴۱۰ میلیمتر) است. سیستم جعبه‌دندهٔ آن ۴ دنده به دو صورت خودکار و دستی است.